# Улица Щорса (Москва)
У́лица Що́рса — улица в Западном административном округе Москвы на территории района Солнцево. Идёт от Солнцевского проспекта к улице Авиаторов.

## История
Прежде именовалась улицей Строителей.
10 сентября 1984 года улица названа улицей Щорса по имени Николая Александровича Щорса, комдива времён Гражданской войны в России.

## Магистрали
Улица граничит или пересекается со следующими магистралями:
- Улица Главмосстроя
- Солнцевский проспект
- Улица Авиаторов[3][5]
- 5-я Прудная улица[6]

## Социально-значимые объекты
Рядом с Главной улицей находятся:
- Московская центральная церковь христиан
- Солнцевский пруд[3]

## Зоны отдыха
В 2019 году между улицами Щорса и Богданова был благоустроен бульвар с включением территории вокруг Малого Солнцевского пруда. Была обновлена проложена новая дорожно-тропиночная сеть, обустроены детские площадки и зона для выгула собак, построены смотровые площадки и сцена для проведения мероприятий, появилась новая парковая мебель и другие малые архитектурные формы. Работы прошли в рамках столичной программы благоустройства «Мой район».

## Транспорт

### Метро
- Станция метро «Солнцево»

### Железнодорожный транспорт
- Станция Солнечная

### Автобус
| 734: | Саларьево • Новопеределкино • Солнцево • Солнечная |
| 862: | Мещерская • Говорово • Солнцево • Солнечная        |

«→» — остановки проходятся только при движении в прямом направлении; «←» — остановки проходятся только при движении в обратном направлении.